# Suzanne Doyle-Morris
Suzanne Doyle-Morris é uma escritora e pesquisadora australiana que vive em Edimburgo, na Escócia.

## Biografia
Doyle-Morris obteve um doutorado em 2003 pela Universidade de Cambridge por seu trabalho sobre as experiências de mulheres trabalhando em um ambiente dominado por homens.
Dr. Doyle-Morris criou o InclusIQ em 2012 como uma consultoria de inclusão, após 10 anos inicialmente de consultoria, palestras e coaching executivo sobre esses tópicos InclusIQ. Seus principais clientes estão nos setores STEM, Financeiro e Jurídico.
Desde 2009, ela escreveu três livros, Beyond the Boy's Club: Strategies for achieving career success as a woman working in a male dominated field e em 2011 Female Breadwinners: how they make relationships work and why they are the future of the modern workplace. Neste segundo livro, ela se concentrou nas experiências cada vez mais comuns de mulheres profissionais que ganham mais do que seus parceiros românticos. Seu terceiro livro, The Con Job: Getting Ahead for Competence in a World Obsessed with Confidence enfoca um desafio chave que ela vê para os locais de trabalho em que presta consultoria; o risco de recompensar a bravata e a autopromoção em detrimento da entrega e dos resultados baseados em evidências.
Em 2022, ela recebeu a credencial 'Master Certified Coach', o maior prêmio revisado por pares concedido pela International Coach Federation, com base em seus 15 anos de coaching executivo com empresas. Ela também é embaixadora da Women's Enterprise Scotland e membra da Fundação Saltire. Ela pode ser contatada por meio de seu site ou via SpeakerHub.

## Prêmios e reconhecimento
Em 1º de novembro de 2017, Doyle-Morris foi listada como uma das 100 mulheres da BBC como parte da equipe do teto de vidro.